# رودريغو باستوس
رودريغو باستوس (بالبرتغالية: Rodrigo Bastos‏) هو لاعب رماية برازيلي، ولد في 4 يوليو 1967 في غوارابوافا في البرازيل.

## وصلات خارجية
- الموقع الرسمي
- رودريغو باستوس على موقع أوليمبيديا (الإنجليزية)